# Feu de paille
Pour plus de détails, voir Fiche technique et Distribution.
Feu de paille (titre original : Strohfeuer) est un film ouest-allemand réalisé en 1972 par Volker Schlöndorff et sorti en France en 1973.

## Synopsis
Une femme, Elisabeth, mère d'un jeune enfant vient de divorcer. Elle fait une rencontre mais doit trouver un travail régulier pour continuer à voir son fils. Son employeur tente de la violer. Elle s'aperçoit qu'une femme ne peut être véritablement libre dans une société où le couple est la norme.

## Fiche technique
- Titre : Feu de paille
- Titre original : Strohfeuer
- Réalisateur : Volker Schlöndorff
- Scénario : Margarethe von Trotta et Volker Schlöndorff
- Images : Sven Nykvist
- Musique : Stanley Myers
- Pays de production : Allemagne de l'Ouest
- Langue : allemand
- Format : 35 mm
- Durée: 100 minutes
- Genre : drame

## Distribution
- Margarethe von Trotta : Elisabeth Junker
- Friedhelm Ptok : Hans-Helmut Junker
- Ute Ellin : Irm
- Ruth Hellberg : mère d'Elisabeth
- Martin Lüttge : Oskar Merz
- Walter Sedlmayr : chef du personnel
- Georg Marischka : Schmollinger
- Nikolaus Vesely : Nicky
- Konrad Farner : historien d'art